# Sinagoga Remuh
La sinagoga Remuh (in polacco Synagoga Remu) è una sinagoga ebraica del XVI secolo ed è la più piccola di tutte le sinagoghe storiche del quartiere Kazimierz di Cracovia, in Polonia.
La sinagoga è intitolata al nome dal rabbino Moses Isserles (c.1525–1572), conosciuto con l'acronimo ebraico ReMA (רמ״א, pronunciato RaMUH), famoso per aver scritto una raccolta di commenti e aggiunte che completano lo Shulchan Arukh di Rabbi Yosef Karo. 
Attualmente è una delle due sinagoghe attive in città.

## Origini
Secondo la tradizione popolare la sinagoga fu fondata da Israel ben Josef, un ricco banchiere che si era stabilto a Cracovia nel 1519 in seguito all'espulsione degli ebrei da Ratisbona, in onore di suo figlio Moshe Isserles. L'iscrizione ebraica sulla tavoletta di fondazione afferma invece che è stata costruita in memoria di Malka, la moglie di Israel ben Josef.
Il marito, Reb Israel, figlio di Josef di beata memoria, legato nella forza, per la gloria dell'Eterno, e di sua moglie Malka, figlia di Eleazar, possa la sua anima essere legata nella porzione di vita, costruì questa sinagoga, la casa del Signore, dal suo lascito. Signore, restaura il tesoro d'Israele.

## Storia

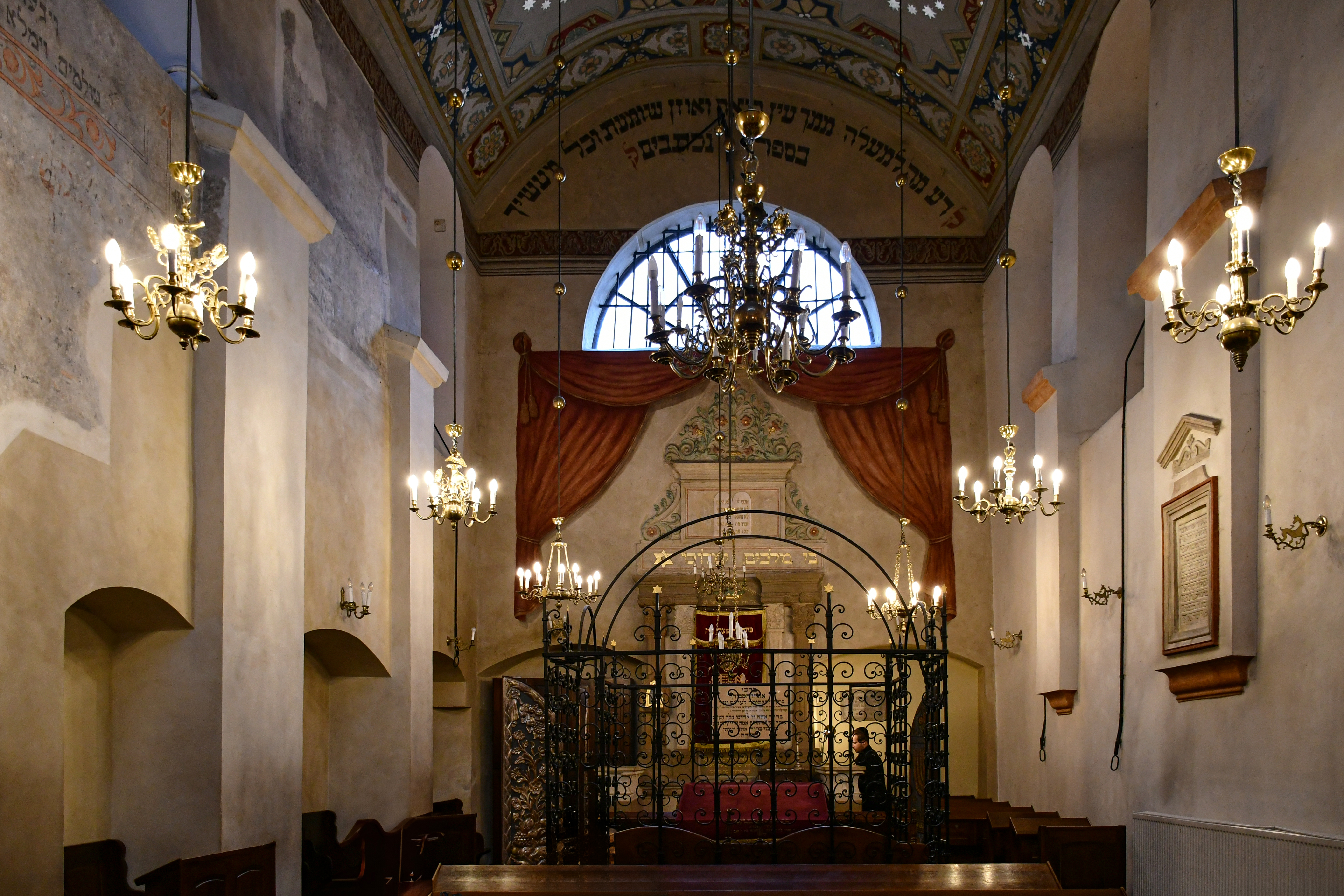
Interno della sinagoga

La sinagoga Remuh fu costruita nel Kazimierz, allora un villaggio suburbano fuori Cracovia, situato sulla riva destra della Vistola, immediatamente a sud del castello reale sulla collina del Wawel.
Inizialmente chiamata "Nuova Sinagoga" per distinguerla dalla Vecchia, la Sinagoga Remuh fu costruita nel 1553 ai margini di un cimitero ebraico su un terreno di proprietà di Israel ben Josef, come indicato sulla tavoletta di fondazione. Tuttavia il permesso reale del re Sigismondo II Augusto di Polonia fu ottenuto solo nel novembre 1556 dopo una lunga opposizione da parte della Chiesa e, siccome è difficile credere che la costruzione possa esser iniziata effettivamente senza il permesso reale, l'iscrizione va intesa come un riferimento alla data in cui il suo fondatore prese la decisione di costruirla.
Il primo edificio della sinagoga, probabilmente una struttura in legno, fu distrutto da un incendio nell'aprile del 1557 ma, in seguito a un nuovo permesso reale, venne eretto un secondo edificio in muratura secondo i progetti di Stanisław Baranek, un architetto di Cracovia. L'edificio, in stile tardo rinascimentale, subì numerose modifiche nel corso dei secoli XVII e XVIII e l'attuale edificio è il risultato dei restauri del 1829 e del 1933.
Durante l'occupazione della Polonia, la sinagoga fu sequestrata dai nazisti, spogliata dei suoi preziosi oggetti cerimoniali e dell'arredamento storico, inclusa la bimah, e usata come magazzino di attrezzature antincendio. Tuttavia, l'edificio in sé non venne distrutto e nel 1957, grazie agli sforzi della comunità ebraica locale e di Akiva Kahane, rappresentante del JDC in Polonia, venne restaurata ripristinando gran parte dell'aspetto prebellico degli interni.

## Interno

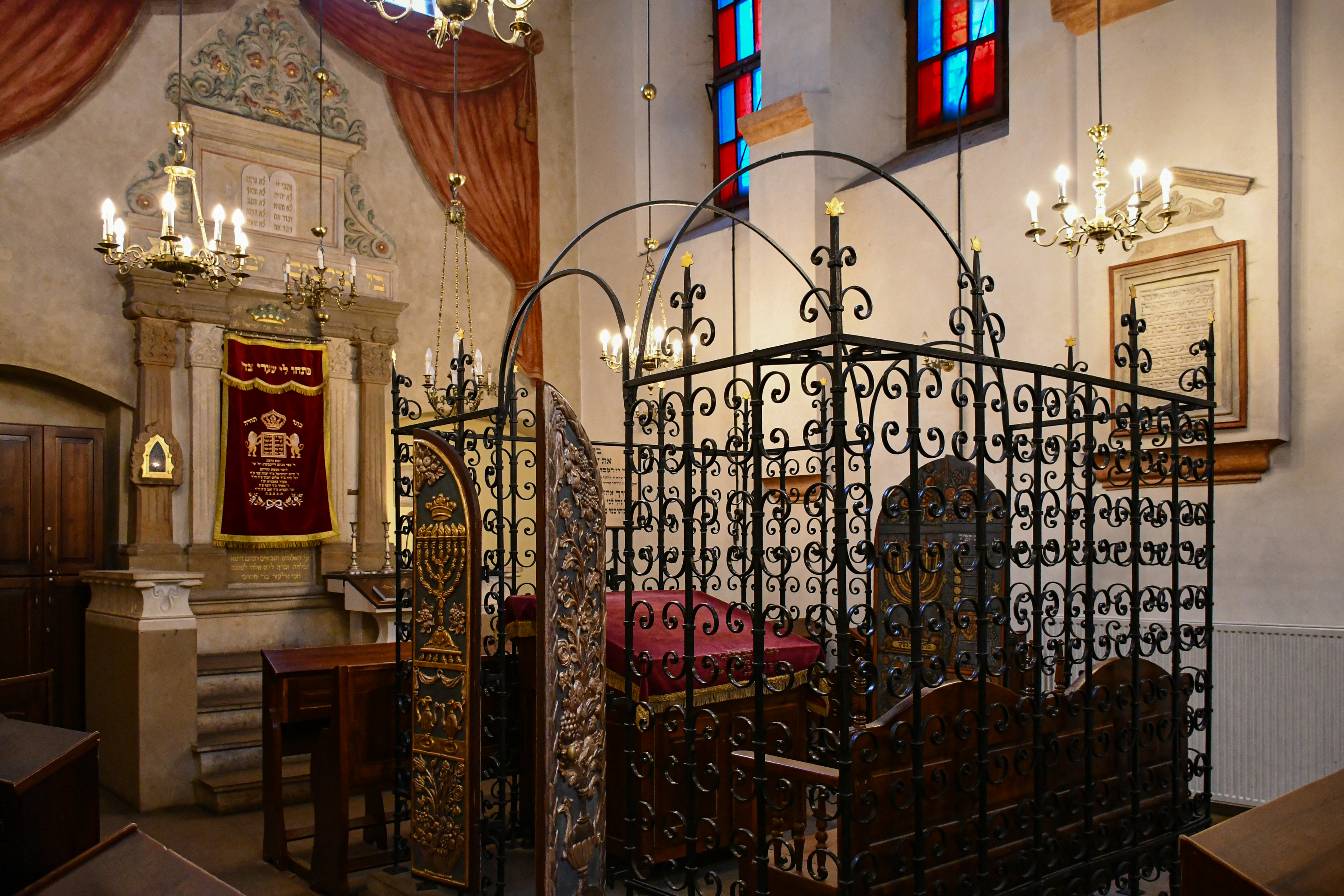
L'Aron haQodesh

L'ingresso al cortile della sinagoga si trova in via Szeroka 40 e sopra la porta c'è un arco con l'iscrizione ebraica: "La nuova sinagoga del ReMA, di beata memoria", mentre le pareti del cortile portano iscrizioni in memoria degli ebrei di Cracovia assassinati nell'Olocausto.
Dal cortile, attraverso un piccolo androne sul lato nord dell'edificio accanto ad un ingresso separato per la sezione femminile, si accede all'ambiente principale della sinagoga. Ha pareti in pietra calcarea dipinta di bianco con grandi finestre a tutto sesto nei lati nord e sud e lunette sui lati est e ovest e presenta numerosi lampadari, alcuni in piedi e altri appesi al soffitto, che contribuiscono a dare un'atmosfera luminosa ed ariosa.

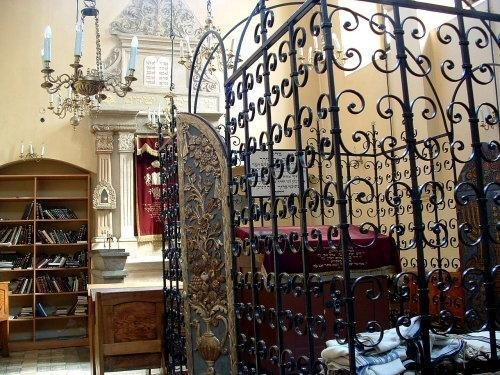
L'interno

La sala di preghiera presenta al centro una bimah rettangolare con un recinto in ferro battuto e due ingressi, uno dei quali mostra una doppia porta policroma del XVIII secolo proveniente da una sinagoga distrutta fuori Cracovia. La porta della bimah è decorata da una menorah coronata in bassorilievi dorati il cui stile sembra ispirato dall'arte popolare della regione. L'Arca Santa in stile tardo rinascimentale ha una porta in stile liberty, sopra la quale si trovano iscrizioni ebraiche tratte dalla Bibbia.
Un ner tamid con l'iscrizione ebraica "Una fiamma eterna per l'anima di ReMA, di benedetta memoria" è situato sul lato sinistro dell'Arca Santa, mentre alla sua destra una targa ricorda il luogo dove pregava Rabbi Moshe Isserles, a cui è riservata una delle sedie sulla parete orientale. Vicino al muro meridionale è conservata la lastra di fondazione e una delle ultime aggiunte è un orologio offerto da Chaim Herzog, il sesto presidente di Israele, durante la sua visita alla sinagoga nel 1992.